# Iłłarion Prianisznikow
Iłłarion Michajłowicz Prianisznikow, (ros. Илларион Михайлович Прянишников) ([ur. 20 marca 1840 w Timaszowie w Imperium Rosyjskim, zm. 12 marca 1894 w Moskwie) – rosyjski malarz, przedstawiciel realizmu, jeden z założycieli pieriedwiżników. 
Od 1856 do 1856 roku studiował w Moskiewskiej Szkole Malarstwa, Rzeźby i Architektury. Od roku 1873 do końca życia był profesorem macierzystej uczelni.